# Mercat de ròdols

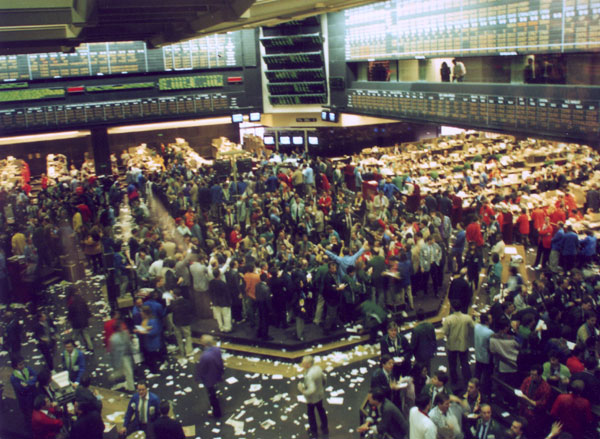
Al centre, ròdol de negociació del Chicago Board of Trade

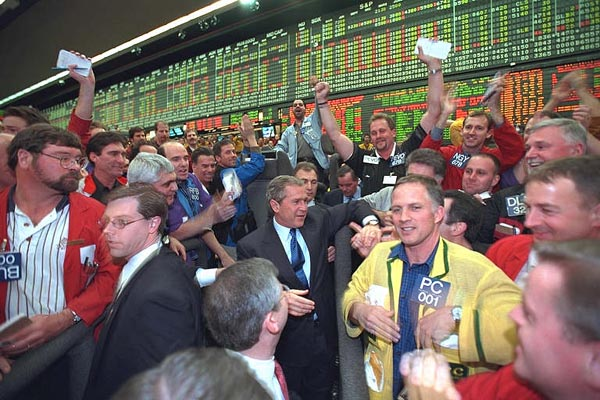
Visita als ròdols de negociació del Chicago Mercantile Exchange de l'ex-president nord-americà George Bush

El mercat de ròdols (en anglès: open outcry) és una modalitat de negociació borsària pràcticament extingida en la qual la formació del preu a través del creuament d'ordres es fa a viva veu, en els ròdols d'una borsa, mitjançant un funcionament molt similar al d'una subhasta. Des dels anys noranta del segle xx els sistemes d'interconnexió electrònica borsària i el desenvolupament de les xarxes de telecomunicacions han relegat aquesta modalitat de negociació deixant-la pràcticament extingida.

## Tipologia
Aquesta modalitat, es subjecta als paràmetres organitzatius dels grups d'impuls en l'àmbit de la capitalització borsària.
Un mercat de ròdols s'estructura a partir d'un espai físic, on els agents exerceixen rols d'oferent i/o demandant de valors prèviament admesos per mitjà del seu intercanvi, per racionalitzar les sinergies de les societats cotitzades.

## Vigència
La Borsa de Nova York conserva la negociació per ròdols en sessions que es desenvolupen de dilluns a divendres, de 9.30 a 16.00 hores. El parquet es compon de 17 ròdols en els quals es negocien els valors. La Borsa de Tòquio, la més important del Japó i una de les principals places mundials per volum de negociat, és una referència obligada per a l'estudi dels mercats asiàtics. Tot i el gran volum de les seves transaccions manté cert volum de negociació de transaccions mitjançant el sistema de ròdols.
El sistema de mercat per ròdols s'havia iniciat a Espanya l'any 1893 quan es va inaugurar la Borsa de Madrid a la plaça de la Lleialtat. Al nostre país, amb aquest sistema s'opera als dos edificis de borsa (Borsa de Barcelona i Borsa de València) existents en el territori, tot convivint des de 1989 amb altres sistemes de negociació. El 2009, 20 anys després de la creació del mercat continu, els ròdols físics van deixar formalment d'existir deixant pas només al ròdol electrònic. El 2012 un 0,01% del total del volum negociat es feia ja només pel sistema de ròdols, amb exemples com el de Damm a la Borsa de Barcelona o el de CLH a la Borsa de València. El 2019 ja només un 0,0017% del volum de contractació es feia pel sistema de ròdols a Espanya. Barcelona era la plaça on més companyies hi cotitzaven encara: la societat tenidora de valors Uncavasa, TRH Hotels, Mobiliària Monesa, l'entitat inversora Ecolumber, la constructora Desa, AYCO, REA i la cimentera Cementos Molins, que va començar a cotitzar exclusivament a la Borsa de Barcelona el 1942 i seguia mantenint-s'hi el 2019, moment però en què la Junta d'accionistes va aprovar sol·licitar la inclusió en una segona borsa i el mercat continu quan ho cregués convenient l'equip directiu.